# فرودگاه سوژو گئوانئین
فرودگاه سوژو گئوانئین (به انگلیسی: Xuzhou Guanyin Airport) (به زبان بومی: 徐州观音机场) یک فرودگاه همگانی با کد یاتا XUZ است که یک باند فرود ۳۴۰۰ دارد و طول باند آن ۱۱۱۵۵ متر است. این فرودگاه در شهر شوژو کشور چین قرار دارد و در ارتفاع ۳۳ متری از سطح دریا واقع شده است.